# Scoop (album)
Scoop è un album di raccolta del musicista britannico Pete Townshend, contenente demo e altro materiale anche inedito realizzato come solista o dal suo gruppo The Who. Il disco è uscito nel 1983.

## Tracce
- Disco 1

1. So Sad About Us/Brrr – 4:44
2. Squeeze Box – 2:27
3. Zelda – 2:25
4. Politician – 3:38
5. Dirty Water – 2:07
6. Circles (Instant Party) – 2:10
7. Piano: Tipperary (Jack Judge, Harry Williams) – 0:59
8. Unused Piano: Quadrophenia – 2:33
9. Melancholia – 3:16
10. Bargain – 4:13
11. Things Have Changed – 2:25
12. Popular – 2:28
13. Behind Blue Eyes – 3:29

- Disco 2

1. Magic Bus – 4:22
2. Cache Cache – 3:43
3. Cookin' – 3:20
4. You're So Clever – 4:18
5. Body Language – 1:29
6. Initial Machine Experiments – 1:54
7. Mary – 3:20
8. Recorders – 1:19
9. Goin' Fishin' – 2:54
10. To Barney Kessell – 2:00
11. You Came Back – 4:05
12. Love, Reign o'er Me – 4:59